# Ruth de Gooijer
Ruth de Gooijer (* 7. Februar 1953 in Utrecht/Niederlande; † 12. Februar 2008 in Zeist/Niederlande) war eine niederländische Regisseurin, Dramaturgin und Theaterautorin. Sie führte Regie bei zahlreichen Stücken, darunter mehrere Uraufführungen, so etwa bei Heleen Verburgs Drama „Winterslaap“ (dt. Winterschlaf), das de Gooijer 1988 in Amsterdam mit der Theatergruppe „Mevrouw Smit“ inszenierte. Zudem war sie als Dramaturgin tätig, etwa für das Stück „Zabibi und Muzalifa“ von Bente Jonker (2003). Als Regisseurin und Dramaturgin arbeitete sie häufig mit Ad de Bont zusammen, beispielsweise bei der Inszenierung von „Colofon“ von Barry Hofstede oder „Van de wind, de modder en een kloppend hart“ (dt. „Vom Wind, vom Schlamm und einem schlagenden Herzen“), welches sie gemeinsam mit Ad de Bont und Lies van de Wiel verfasste und auch Regie führte.
Im deutschen Sprachraum wurde sie durch ihr Stück „Schwarz wie Tinte“ bekannt, das von Rob Vriens am Theaterhaus Frankfurt inszeniert wurde. Dieses Stück ist die Bearbeitung eines Buches von Wim Hofmann „Schwarz wie Tinte - die Geschichte von Schneewittchen und den 7 Zwergen“, eine Aktualisierung des gleichnamigen Märchens. Die deutschsprachige Erstaufführung fand am 22. Februar 2007 im Theaterhaus Frankfurt statt. Die Inszenierung gewann den Marburger Kinder- und Jugendtheaterpreis 2008 und wurde für das Jahr 2009 zum 10. Deutschen Kinder- und Jugendtheater-Treffen „Augenblick mal! 2009“ in Berlin eingeladen.

## Deutschsprachige Veröffentlichungen
- Schwarz wie Tinte (Theaterstück). Theaterverlag Hofmann-Paul, Berlin 2008.